# 굴송역
굴송역(屈松驛)은 조선민주주의인민공화국 량강도 백암군 동계로동자구에 위치한 백무선의 철도역이다.

## 연혁
- 1936년 10월 15일 : 연암-유평동 간 개통으로 영업 개시[1]
- 1941년 11월 1일 : 간이정차장에서 보통정차장으로 승격[2]